# Podocarpus decumbens
Podocarpus decumbens là một loài thực vật hạt trần trong họ Thông tre. Loài này được N.E.Gray miêu tả khoa học đầu tiên năm 1955. Chỉ tìm thấy chúng ở Nouvelle-Calédonie và hiện đang bị đe dọa do mất môi trường sống. 